# John Forrest (homme politique)
Pour les articles homonymes, voir Forrest.
John Forrest, né le 22 août 1847 près de Bunbury (Australie-Occidentale) et mort en mer vers la côte de Sierra-Leone le 2 septembre 1918, est un explorateur et homme politique australien, qui fut le premier Premier ministre d'Australie-Occidentale et ministre du premier gouvernement fédéral.

## Biographie
Dans sa jeunesse, il s'était acquis une renommée certaine comme explorateur en menant trois expéditions dans l'intérieur de l'actuelle Australie-Occidentale. Ainsi, il explore en 1869 le grand désert de Victoria et est à la tête en 1874 d'une expédition Perth-Port Augusta.
Il est nommé ensuite arpenteur général de l'État et, en 1890, est devenu le premier premier ministre d'Australie-Occidentale, le seul premier ministre de la colonie autonome. Pendant ses dix années au pouvoir, la colonie a eu une administration stable, un développement rapide et une croissance démographique. Il a mené une politique de grands travaux publics et dirigé un vaste aménagement du territoire. Il a encouragé l'Australie-Occidentale a rejoindre la fédération des états australiens en 1901. Après la création de la fédération, il s'est lancé dans la politique fédérale, où il a été à diverses reprises ministre des Postes, ministre de la Défense (1901-1903), ministre de l'Intérieur, ministre du Trésor et Premier ministre par intérim.
Peu de temps avant sa mort, Forrest a été créé, par le roi, baron Forrest de Bunbury. Il commence immédiatement à signer de son nom comme s'il était déjà pair. Toutefois, au moment de sa mort, sa pairie n'avait pas été établie par lettres patentes.
Pour ses explorations de l'Australie, Jules Verne le cite par deux fois, dans Mistress Branican (2, III) et dans Vingt Mille Lieues sous les mers (1, XX).

## Publications
- Explorations in Australia (1876)
- Notes on Western Australia (1884-1887)